# Szilvásy László (gordonkaművész)
Szilvásy László (Budapest, 1926. július 1. – 2018. február 25.) gordonkaművész-tanár.

## Életútja
A Liszt Ferenc Zeneművészeti Főiskolán Kerpely Jenőnél tanult, továbbá tanárai voltak Kurtág György, Rados Ferenc, Tátrai Vilmos, Németh Géza, Botvay Károly és Mező László gordonkatanár, majd 1943–44 között Gaspar Cassadónál a Salzburgi Mozarteum növendéke.
1944–1990 között a Magyar Állami Hangversenyzenekar (ÁHZ) tagja, szólócsellistája. A Tátrai Vilmos vezette Magyar Kamarazenekar szólócsellistája.